# Обервиндер, Генрих
Генрих Обервиндер (нем. Heinrich Oberwinder; 14 марта 1845, Вайльбург, Гиссен — 9 мая 1914, Дрезден) — немецкий политик, писатель, журналист, издатель.

## Биография
Социал-демократ. Считается одним из основателей рабочего движения в Австрии.
В 1863 году вместе с Лассалем был соучредителем Всеобщего германского рабочего союза, заложившего основы СДПГ.
В дискуссии о слиянии немецких государств, отстаивал идею Великогерманского пути объединения Германии. В 1860-х годах отправился в Австрию, где в 1867 году стоял у истоков рабочего движения и создания социал-демократической партии Австрии.
Работал корреспондентом газеты «Zeitung Demokratisches Wochenblatt» Вильгельма Либкнехта. С 1869 был также сотрудником первой в мире социалистической газеты в Австрии — «Народный голос» («Volksstimme»). Подвергался нападкам властей. В 1870 году в Вене суд приговорил его к 6 месяцам тюремного заключения.
Во время фракционной борьбы внутри социал-демократической рабочей партии Австрии занимал позицию правого реформиста. Выступал за предложенную государством избирательную реформу, которая отрицала всеобщее и равное избирательное право.
Под давлением властей оставил Австрию и принимал активное участие в политической жизни в Германии. Работал журналистом.
Позже, присоединился к антисемитской и националистической Христианско-социальной партии Германской империи.
Был владельцем издательства Христианско-социальной партии и редактором партийного органа «Das Volk».

## Избранные труды
- Lassalle’s Leben und Wirken. Vortrag.Pichler, Wien 1868
- Erklärung. In: Demokratisches Wochenblatt. Nr. Nr. 31 Beilage vom 31. Juli 1869.
- Die Arbeiterbewegung in Oesterreich. Eine authentische geschichtliche Darstellung. Hügel, wien 1875
- Die gegenwärtige politische Situation und die sociale Bewegung in Deutschland. Ein Vortrag . Selbstverlag, Hamburg 1878
- Sozialismus und Sozialpolitik : ein Beitrag zur Geschichte der sozialpolitischen Kämpfe unserer Zeit. Elvin Staude, Berlin 1887
- Der Fall Buschoff.Die Untersuchung über den Xantener Knabenmord. Von einem Eingeweihten. Verlag der Vaterländischen Verlags-Anstalt, Berlin 1892
- Weltmachtpolitik und Socialpolitik. Vortrag, gehalten im Flottenverein zu Strassburg i.E. am 7. April 1900. Waltherm Berlin 1900
- Die Weltkrise und die Aufgaben des Deutschen Reichs. Baensch, Dresden 1905
- Deutschlands Weltstellung und der Deutsche Flottenverein. Boden, Dresden 1908
- Ferdinand Lassalle und seine Bedeutung für die Gegenwart . Sonderdruck: März-Verlag, München 1912, S. 126—133
- England der Urheber der Weltkrise. Giesecke, Dresden-A. (1914)